# Guerra entre Tebas y Esparta
La guerra entre Tebas y Esparta de 378-362 a. C. fue una serie de conflictos militares librados entre Esparta y Tebas por la hegemonía sobre Grecia.

## 378a.C. - Golpe de Estado tebano
La derrota de las fuerzas proatenienses y el triunfo de Esparta en la precedente guerra de Corinto (394-386 a. C.) fue especialmente desastrosa para Tebas, ya que el acuerdo general del año 387 a. C., llamado Paz del Rey, estipulaba la completa autonomía de todas las ciudades griegas y sustraía así a las demás polis beocias del control político de Tebas. El poder de Tebas se redujo aún más en el año 382 a. C., cuando una fuerza espartana ocupó la ciudadela mediante un traicionero golpe de estado. Cuando la ciudadela tebana fue tomada por los espartanos (383 o 382 a. C.), Pelópidas y otros destacados demócratas tebanos huyeron a Atenas, donde Pelópidas se puso al frente de una conspiración para liberar Tebas.
En los años siguientes a la toma de poder espartana, los tebanos exiliados se reagruparon en Atenas y, a instancias de Pelópidas, se prepararon para liberar su ciudad. Mientras tanto, en Tebas, Epaminondas comenzó a preparar a los jóvenes de la ciudad para luchar contra los espartanos. En el invierno del 379 a. C., un pequeño grupo de los exiliados, dirigido por Pelópidas, se infiltró en la ciudad. Entonces asesinaron a los líderes del gobierno proespartano, y apoyados por Epaminondas y Górgidas, que lideraban un grupo de jóvenes, y una fuerza de hoplitas atenienses, rodearon a los espartanos en la Cadmea. Al día siguiente, Epaminondas y Górgidas llevaron a Pelópidas y a sus hombres ante la asamblea tebana y exhortaron a los tebanos a luchar por su libertad; la asamblea respondió aclamando a Pelópidas y a sus hombres como libertadores. La Cadmea fue rodeada y los espartanos atacaron; Pelópidas se dio cuenta de que debían ser expulsados antes de que llegara un ejército de Esparta a relevarlos. La guarnición espartana acabó rindiéndose con la condición de que se les permitiera marchar ilesos. El estrecho margen de éxito de los conspiradores queda demostrado por el hecho de que la guarnición espartana se encontró con una fuerza espartana en el camino para rescatarlos mientras marchaban de vuelta a Esparta. Plutarco retrata el golpe tebano como un acontecimiento de gran importancia: ...el cambio subsecuente de la situación política hizo más gloriosa esta hazaña. Pues la guerra que acabó con las pretensiones de Esparta y puso fin a su supremacía por tierra y por mar, comenzó a partir de aquella noche, en la que la gente, no sorprendiendo a ningún fuerte o castillo o ciudadela, sino entrando en una casa particular con otros once, soltó y rompió en pedazos, si la verdad puede expresarse en una metáfora, los grilletes de la supremacía lacedemonia, que se creían indisolubles y no se podían romper.

### Invasiones de Agesilao II

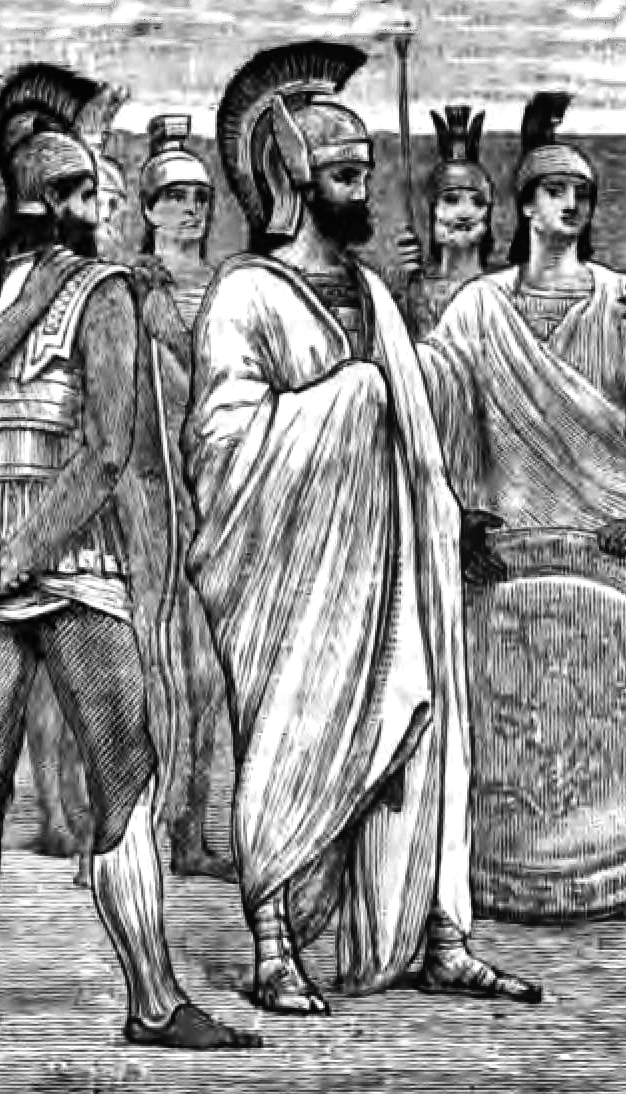
El rey espartano Agesilao II.

El Batallón Sagrado de Tebas entró en acción por primera vez en el año 378 a. C., al comienzo de la Guerra beocia. Fue durante el famoso enfrentamiento entre el comandante mercenario ateniense (y más tarde strategos) Cabrias (m. 357 a. C.) y el rey espartano Agesilao II (444-360 a. C.). Antes de la creación del Batallón Sagrado bajo el mando de Górgidas, los atenienses habían ayudado a los exiliados tebanos a recuperar el control de Tebas y la ciudadela de Cadmea de manos de Esparta. A continuación, Atenas se alió abiertamente con Tebas contra Esparta. En el verano del 378 a. C., Agesilao dirigió una expedición espartana contra Tebas desde la ciudad beocia de Tespias (entonces todavía aliada de Esparta). Su fuerza consistía en 1500 soldados de caballería y 28 000 de infantería. Al menos 20 000 soldados de la infantería eran hoplitas,, mientras que 500 eran de las tropas de élite de los esquiritas (Σκιρῖται), vanguardia de la infantería ligera. Al enterarse de la inminente invasión, Atenas acudió rápidamente en ayuda de Tebas enviando una fuerza de unos 200 soldados de caballería y 5000 hombres (tanto ciudadanos como mercenarios, incluyendo hoplitas y peltastas) bajo el mando del "estratego" ateniense Demeas y del comandante mercenario Cabrias.
Las fuerzas espartanas fueron retenidas durante varios días por las fuerzas tebanas que custodiaban las empalizadas de tierra en el perímetro del territorio tebano. Los espartanos acabaron abriendo una brecha en las fortificaciones y se adentraron en la campiña tebana, devastando los campos tebanos a su paso. Aunque los atenienses se unieron en ese momento a las fuerzas tebanas, seguían siendo superados en número por los espartanos; sus fuerzas combinadas eran solo de 1700 soldados de caballería, 12 000 hoplitas y unos 5000 soldados de infantería ligera. Con la caída de las empalizadas, les quedaban dos opciones: retirarse a los muros defendibles de Tebas o mantenerse firmes y enfrentarse a los espartanos en campo abierto. Eligieron esta última opción y desplegaron sus fuerzas a lo largo de la cresta de una colina baja, frente a las fuerzas espartanas. Górgidas y el Batallón Sagrado ocuparon las primeras filas de las fuerzas tebanas a la derecha, mientras que Cabrias y una fuerza experimentada de hoplitas mercenarios ocuparon las primeras filas de las fuerzas atenienses a la izquierda.
Agesilao envió primero hostigadores para poner a prueba las líneas combinadas tebanas y atenienses. Estos fueron fácilmente despachados por las fuerzas tebanas y atenienses, probablemente por su caballería más numerosa. Agesilao ordenó entonces a todo el ejército espartano que avanzara. Es posible que esperara que la visión de las fuerzas espartanas en masa avanzando decididamente fuera suficiente para intimidar a las fuerzas tebanas y atenienses para que rompieran filas. La misma táctica le había funcionado a Agesilao contra las fuerzas de la argivas en la Batalla de Coronea (394 a. C.).
Fue durante este tiempo cuando Cabrias dio su orden más famosa. Con apenas 200 m que separaban a los dos ejércitos, Agesilao esperaba que las fuerzas tebanas y atenienses cargaran en cualquier momento. En su lugar, Cabrias ordenó a sus hombres que hiciesen una parada militar. Al unísono, sus hoplitas mercenarios adoptaron inmediatamente la postura de descanso, con la lanza apuntando hacia arriba en lugar de hacia el enemigo, y el escudo apoyado en la rodilla izquierda en lugar de ser izado en los hombros. Górgidas, al ver esto, también ordenó al Batallón Sagrado que siguiera su ejemplo, lo que hicieron con la misma precisión y confianza de los ejercicios militares.
La audacia de la maniobra y la disciplina de la ejecución fue tal que Agesilao detuvo el avance. Al ver que sus intentos de provocar a las fuerzas tebanas y atenienses para que lucharan en un terreno más bajo eran infructuosos, Agesilao finalmente pensó que era más prudente retirar sus fuerzas de vuelta a Tespias. Jenofonte y Diodoro Sículo mencionan que Agesilao, sin embargo, se jactó de ser el «campeón indiscutido», afirmando que era una victoria espartana, ya que sus enemigos se negaron a aceptar su invitación a la batalla. Sin embargo, Diodoro señala que esto no era más que para apaciguar a sus seguidores, desanimados por el fracaso de su rey al enfrentarse a una fuerza menor. Cabrias, en cambio, era alabado por su novedosa estrategia y era visto como un salvador por los tebanos.
Poco después del enfrentamiento en Tebas, Agesilao disolvió su ejército en Tespias y regresó al Peloponeso a través de Mégara. Dejó al general espartano Fébidas como su harmosta (ἁρμοστής, un gobernador militar) en Tespias.  Fébidas fue el mismo general responsable de la toma no autorizada de la ciudadela de Cadmea en el 382 a. C., en violación de la Paz de Antálcidas vigente entonces. Agesilao se negó previamente a castigar a Fébidas (aunque fue multado), lo que ha llevado a algunos historiadores modernos a creer que las acciones anteriores de Fébidas estaban bajo la orden directa del rey. Sus peltastas rompieron filas y huyeron de vuelta a Tespias perseguidos por las fuerzas tebanas.
Existen tres registros de estos enfrentamientos con Fébidas y Górgidas que sobreviven en la actualidad. Jenofonte y Diodoro dicen que Fébidas murió durante el brusco giro de Górgidas. Diodoro registra que los espartanos y los tespios perdieron 500 hombres. Jenofonte afirma que solo murieron algunos de los tespios y que la maniobra de Górgidas fue por necesidad, no deliberada. El relato de Polieno es casi idéntico al de Jenofonte y Diodoro, pero afirma en cambio que Fébidas sobrevivió y da a entender que la retirada inicial de los tebanos fue una treta deliberada de Górgidas. No obstante, a la muerte de Febidas, los espartanos enviaron una nueva mora (μόρα, la mayor unidad táctica de los antiguos ejércitos espartanos) al mando de un polemarco (πολέμαρχος, el comandante de una mora) por mar para sustituir las pérdidas de la guarnición de Tespias. Aparte de Polieno, ninguno de estos relatos menciona al Batallón Sagrado por su nombre, pero dado que estaban bajo el mando de Górgidas, es probable que formaran parte de las fuerzas tebanas implicadas.
Poco después, Agesilao organizó una segunda expedición contra Tebas. Tras una serie de escaramuzas que ganó con cierta dificultad, se vio obligado de nuevo a retirarse cuando el ejército tebano salió con toda su fuerza al acercarse a la ciudad. Diodoro observa en este punto que los tebanos se enfrentaron a partir de entonces a los espartanos con confianza. Górgidas desaparece de la historia entre los años 377 y 375 a. C., durante los cuales el mando del Batallón Sagrado fue aparentemente transferido a Pelópidas.

### Batalla de Tegira

Mapa de Beocia que muestra la ubicación de la ciudad de Orcómeno.

Como unidad única bajo el mando de Pelópidas, la primera victoria registrada del Batallón Sagrado fue en la Batalla de Tegira (375 A.C.). Ocurrió cerca de la ciudad beocia de Orcómeno, entonces todavía aliada de Esparta. Al oír los informes de que la guarnición espartana de Orcómeno había partido hacia Lócrida, Pelópidas se puso rápidamente en marcha con el Batallón Sagrado y unos pocos soldados de caballería, con la esperanza de capturarla en su ausencia. Se acercaron a la ciudad por la ruta noreste, ya que las aguas del lago Copaide estaban en su máximo nivel durante esa estación. Al llegar a la ciudad, se enteraron de que una nueva mora había sido enviada desde Esparta para reforzar Orcomeno. Al no querer enfrentarse a la nueva guarnición, Pelópidas decidió retirarse a Tebas, desandando su ruta hacia el noreste a lo largo del lago Copaide. Sin embargo, solo llegaron hasta el santuario de Apolo de Tegira antes de encontrarse con las fuerzas espartanas que regresaban de Locris.
Los espartanos estaban compuestos por dos morai dirigidos por los polemarcos Gorgoleonte y Teopompo. Superaban en número a los tebanos al menos dos a uno. Según Plutarco, al ver a los espartanos, uno de los tebanos supuestamente le dijo a Pelópidas «Hemos caído en manos de nuestro enemigo»; a lo que Pelópidas respondió: «¿Y por qué no ellos en las nuestras?». Entonces ordenó a su caballería que subiera por la retaguardia y cargara mientras él reestructuraba el Batallón Sagrado en una formación anormalmente densa, con la esperanza de al menos cortar las líneas espartanas numéricamente superiores. Los espartanos avanzaron, confiados en su número, solo para que sus líderes murieran inmediatamente en los primeros enfrentamientos. Sin líder y al encontrarse con fuerzas iguales en disciplina y entrenamiento por primera vez en el Batallón Sagrado, los espartanos vacilaron y abrieron sus filas, esperando que los tebanos los atravesaran y escaparan. En su lugar, Pelopidas les sorprendió aprovechando la apertura para flanquear a los espartanos. Los espartanos fueron completamente derrotados, con una considerable pérdida de vidas. Los tebanos no persiguieron a los supervivientes que huían, conscientes de la mora espartana que quedaba en Orcómeno a menos de 5 km. Despojaron a los muertos y montaron un tropaion (τρόπαιον, un trofeo conmemorativo que se deja en el lugar de la victoria de una batalla) antes de continuar hacia Tebas. Habiendo demostrado su valía, Pelópidas mantuvo el Batallón Sagrado como una unidad táctica separada en todas las batallas posteriores.
Tanto Diodoro como Plutarco mencionan un relato de la batalla, ambos basados en gran medida en el informe de Éforo.  Jenofonte omite llamativamente cualquier mención a la victoria tebana en su Helénicas, aunque esto se ha atribuido tradicionalmente a los fuertes sentimientos antitebanos y proespartanos de Jenofonte. Sin embargo, una oscura alusión a Orcómeno en Helénicas implica que Jenofonte estaba al tanto de la derrota espartana.
El número exacto de beligerantes de cada bando varía según los relatos. Diodoro sitúa el número de tebanos en 500 frente a los 1000 espartanos (cada mora estaba formada por 500 hombres), basándose aparentemente en las cifras originales de Éforo. Plutarco sitúa el número de tebanos en 300, y reconoce tres fuentes para el número de espartanos: 1000 por el relato de Éforo; 1400 por Calístenes (c. 360-328 a. C.); o 1800 por Polibio (c. 200-118 a. C.). Algunos de estos números pueden haber sido exagerados debido a la importancia global de la batalla. La batalla, aunque menor, fue notable por ser la primera vez que una fuerza espartana había sido derrotada en batalla campal, disipando el mito de la invencibilidad espartana. Dejó una profunda impresión en Grecia y levantó la moral entre los beocios, presagiando la posterior batalla de Leuctra. En palabras de Plutarco:

Al parecer, a pesar de las numerosas guerras entre griegos y contra bárbaros, los lacedemonios no solo no habían sido vencidos  nunca antes en ataques en formación siendo ellos los más numerosos por fuerzas menores, sino ni siquiera en igualdad numérica. Por lo cual eran irresistibles por su elevado concepto de sí y llegaban al combate infundiendo temor con su renombre en quienes se les enfrentaban, que no se consideraban tan valiosos como los espartanos ni siquiera en igualdad de fuerzas. Aquella fue la primera batalla, y enseñó a los otros griegos que no son el Eurotas ni la región entre Babica y Cnación  los [únicos lugares] que producen hombres batalladores y guerreros, sino que los más temibles para el enemigo  son los pueblos en los que nacen jóvenes dispuestos a abochornarse de  lo bochornoso y a mostrar audacia por conseguir lo bello y que antes  rehuyen los reproches que los peligros.
Plutarco, Pelópidas, 17, 11-13.

Poco después, los atenienses iniciaron la Paz Común de 375 a. C. (Κοινὴ Εἰρήνη, Koiné eirene) entre las polis (ciudades estado) griegas. Según Jenofonte, estaban alarmados por el creciente poder de Tebas y cansados de defenderse solos de las flotas espartanas, ya que los tebanos no contribuían con dinero al mantenimiento de la flota ateniense. Sin embargo, esto se rompió poco después, en el 374 a. C., cuando Atenas y Esparta reanudaron las hostilidades por Córcira (la actual Corfú). Durante este período de tiempo, Atenas también se volvió gradualmente hostil a Tebas. Mientras Atenas y Esparta estaban ocupadas luchando entre sí, Tebas reanudó sus campañas contra la polis autónoma proespartana. Tespias y Tanagra fueron subyugadas y pasaron formalmente a formar parte de la restablecida democrática Liga Beocia. En el 373 a. C., los tebanos bajo el mando del beotarca Neocles atacaron y arrasaron su tradicional rival, la ciudad beocia de Platea. A los ciudadanos de Platea se les permitió salir con vida, pero se vieron reducidos a ser refugiados y buscaron refugio en Atenas.
Para entonces, Tebas también había comenzado a atacar a las polis focidias aliadas de Esparta. Pelópidas vuelve a ser mencionado como comandante del frustrado asedio tebano a la ciudad focidia de Elatea (c. 372 a. C.). En respuesta al ejército tebano fuera de las murallas de la ciudad, el general focidio Onomarco sacó a todos los habitantes de la ciudad (incluidos los ancianos, las mujeres y los niños) y cerró las puertas. A continuación, colocó a los no combatientes directamente detrás de los defensores de Elatea. Al ver esto, Pelópidas retiró sus fuerzas, reconociendo que los focidios lucharían hasta la muerte para proteger a sus seres queridos.
Hacia el 371 a. C., hubo otro intento de revivir la Paz del Rey para frenar el ascenso de Tebas. Fue iniciada por los atenienses o los aqueménidas (quizás a instancias de los espartanos). Los espartanos también enviaron una gran fuerza liderada por el rey Cleómbroto I (los espartanos tenían dos reyes simultáneamente) a Fócida, dispuestos a invadir Beocia si los tebanos se negaban a asistir a la conferencia de paz o a aceptar sus condiciones.

#### 378-371a.C. - Consecuencias
Cuando las noticias de la sublevación de Tebas llegaron a Esparta, un ejército al mando de Cleómbroto I había sido enviado para someter la ciudad, pero regresó sin enfrentarse a los tebanos. Entonces se envió otro ejército al mando de Agesilao II para atacar a los tebanos. Sin embargo, los tebanos se negaron a enfrentarse al ejército espartano en la batalla, construyendo en su lugar una trinchera y una empalizada en las afueras de Tebas, que ocuparon, impidiendo el avance de los espartanos sobre la ciudad. Los espartanos arrasaron el campo, pero finalmente se marcharon, dejando a Tebas independiente.  Esta victoria animó tanto a los tebanos que también emprendieron operaciones contra otras ciudades vecinas. En poco tiempo, los tebanos pudieron reconstituir su antigua Liga Beocia en una nueva forma democrática.  Las ciudades de Beocia se unieron como una federación con un órgano ejecutivo compuesto por siete generales, o beotarcas, elegidos en siete distritos de toda Beocia. Esta fusión política tuvo tanto éxito que, en adelante, los nombres "tebano" y "beocio" se utilizaron indistintamente en un guiño a la nueva solidaridad de la región.
Buscando aplastar a los tebanos, los espartanos invadirían Beocia en tres ocasiones durante los años siguientes ((378, 377 a. C.?, posiblemente Leuctra). Al principio, los tebanos temían enfrentarse a los espartanos de frente, pero el conflicto les proporcionó mucha práctica y entrenamiento, y «tenían sus espíritus despiertos y sus cuerpos completamente acostumbrados a las dificultades, y ganaban experiencia y coraje con sus constantes luchas». Aunque Esparta seguía siendo la potencia terrestre dominante en Grecia, los beocios habían demostrado que también eran una amenaza marcial y una potencia políticamente cohesionada. Al mismo tiempo, Pelópidas, defensor de una política agresiva contra Esparta, se había establecido como un importante líder político en Tebas.
El papel de Epaminondas en los años que preceden al 371 a. C. es difícil de reconstruir. Ciertamente, sirvió con los ejércitos tebanos en la defensa de Beocia en los años 370 a. C., y, en el 371 a. C.., se había convertido en beotarca. Parece seguro asumir, dada su estrecha amistad, y su estrecha colaboración después del 371 a. C., que Epaminondas y Pelópidas también colaboraron estrechamente en la política tebana en el periodo 378-371 a. C.

#### Conferencia de paz del 371a.C.
En los años siguientes al golpe tebano, Esparta y Tebas se enfrentaron de forma desordenada, y Atenas también se vio involucrada en el conflicto. En el año 375 a. C.se produjo un débil intento de paz común, pero a más tardar en el 373 a. C.se reanudaron los combates entre Atenas y Esparta. Hacia el 371 a. C., Atenas y Esparta estaban de nuevo cansadas de la guerra, y en el 371 a. C. se celebró una conferencia en Esparta para discutir otro intento de paz común.
Epaminondas ejercía como boeotarca en el año 371 a. C., y encabezó la delegación beocia en la conferencia de paz. Los términos de la paz se acordaron al principio de la conferencia, y los tebanos presumiblemente firmaron el tratado solo en su nombre. Sin embargo, al día siguiente, Epaminondas provocó una drástica ruptura con Esparta cuando insistió en firmar no solo en nombre de los tebanos, sino por todos los beocios. Agesilao se negó a permitir el cambio de la firma de los enviados tebanos, insistiendo en que las ciudades de Beocia debían ser independientes; Epaminondas replicó que, de ser así, las ciudades de Laconia debían serlo también. Irritado, Agesilao eliminó a los tebanos del documento. La delegación regresó a Tebas y ambos bandos se movilizaron para la guerra.

#### Batalla de Leuctra (371a.C.)

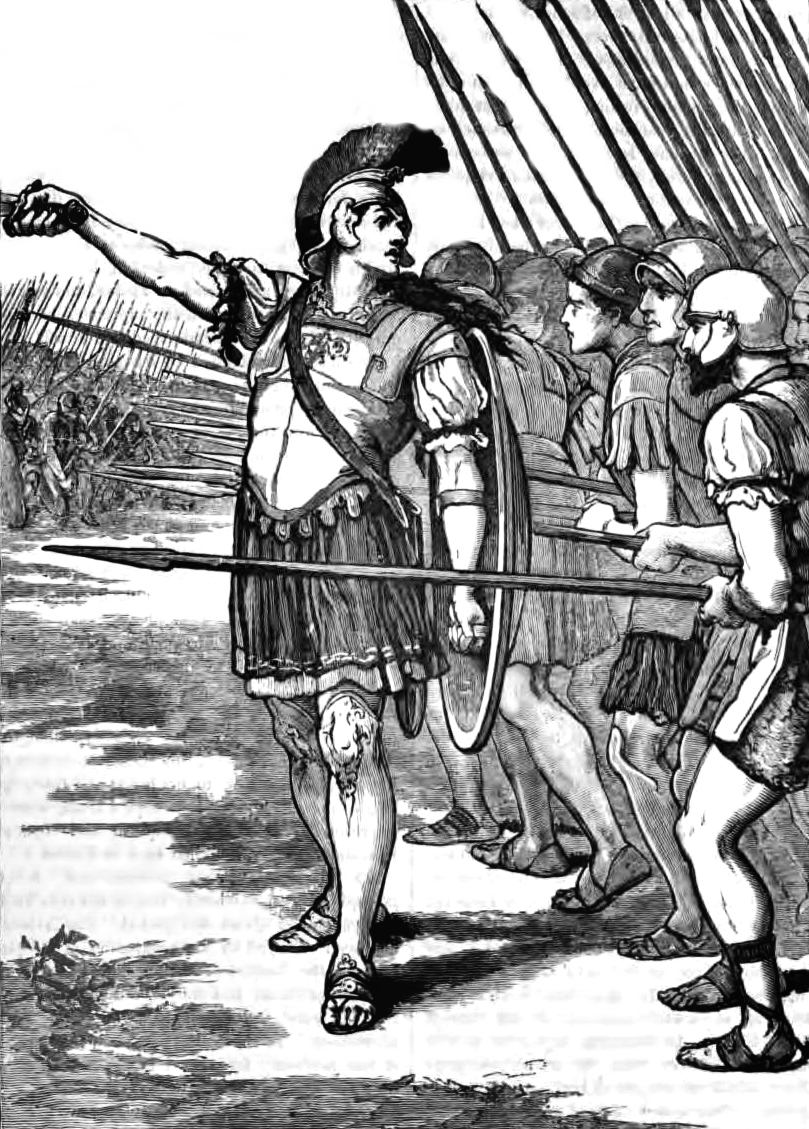
Pelópidas liderando a los tebanos en la batalla de Leuctra.

Inmediatamente después del fracaso de las conversaciones de paz, se enviaron órdenes desde Esparta al rey espartano Cleómbroto, que estaba al frente de un ejército en Fócida, ordenándole que marchara directamente a Beocia. Bordeando el norte para evitar los pasos de montaña en los que los beocios estaban preparados para tenderle una emboscada, Cleómbroto entró en territorio beocio desde una dirección inesperada y rápidamente se apoderó de un fuerte y capturó 10 o 12 trirremes. Después, marchando hacia Tebas, acampó en Leuctra, en el territorio de Tespias. Aquí, el ejército beocio salió a su encuentro. El ejército espartano contaba con unos 10 000 hoplitas, de los cuales 700 eran guerreros de élite conocidos como espartiatas. Los beocios que tenían enfrente eran unos 6000, pero estaban reforzados por una caballería superior a la de los peloponesios.
Epaminondas quedó a cargo del ejército beocio, con los otros seis beocios en calidad de asesores. Pelópidas, por su parte, era el capitán del Batallón Sagrado, las tropas de élite tebanas. Antes de la batalla, hubo evidentemente mucho debate entre los beotarcas sobre si luchar o no. Epaminondas, partidario de una política agresiva, deseaba luchar y, con el apoyo de Pelópidas, consiguió inclinar la balanza a favor de la batalla. En el transcurso de la batalla, Epaminondas demostró un dominio de la táctica hasta entonces inédito en la guerra griega.

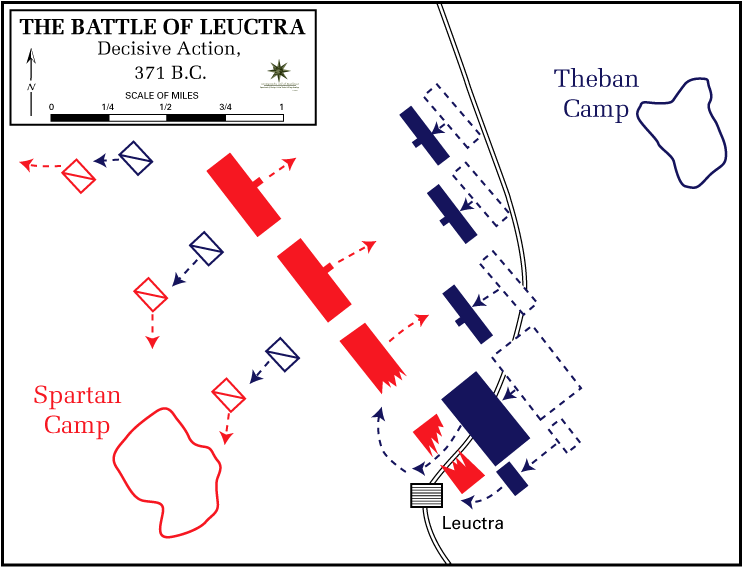
La batalla de Leuctra, 371 a. C., mostrando los avances tácticos de Epaminondas.

La formación de falange utilizada por los ejércitos griegos tenía una clara tendencia a desviarse hacia la derecha durante la batalla, «porque el miedo hace que cada hombre haga lo posible por resguardar su lado desarmado con el escudo del hombre que tiene al lado en la derecha». Por lo tanto, tradicionalmente, una falange se alineaba para la batalla con las tropas de élite en el flanco derecho para contrarrestar esta tendencia. Así, en la falange espartana de Leuctra, Cleombróto y los espartiatas de élite estaban a la derecha, mientras que los aliados peloponesios menos experimentados estaban a la izquierda. Sin embargo, al necesitar contrarrestar la ventaja numérica de los espartanos, Epaminondas implementó dos innovaciones tácticas. En primer lugar, tomó las mejores tropas del ejército y las dispuso en 50 filas de profundidad (en lugar de las 8-12 filas normales) en el ala izquierda, frente a Cleómbroto y los espartanos, con Pelópidas y el Batallón Sagrado en el extremo del flanco izquierdo.  En segundo lugar, reconociendo que no podría haber igualado la anchura de la falange peloponesia (incluso antes de profundizar el flanco izquierdo), abandonó todo intento de hacerlo. En su lugar, colocando las tropas más débiles en el flanco derecho, «les ordenó evitar la batalla y retirarse gradualmente durante el ataque del enemigo». La táctica de la falange profunda había sido anticipada por Pagondas, otro general tebano, que utilizó una formación profunda de 25 hombres en la Batalla de Delio. Sin embargo, la inversión de la posición de las tropas de élite y una línea de ataque oblicua fueron innovaciones; parece que Epaminondas fue, por tanto, el responsable de la táctica militar de rechazar el propio flanco.
El combate en Leuctra se abrió con un enfrentamiento entre la caballería, en el que los tebanos salieron victoriosos sobre la inferior caballería espartana, haciéndola retroceder hasta las filas de la infantería, y desbaratando así la falange. La batalla se convirtió entonces en general, con el flanco izquierdo tebano reforzado marchando al ataque a doble velocidad, mientras que el flanco derecho retrocedía. Tras una intensa lucha, el flanco derecho espartano empezó a ceder ante el empuje de la masa de tebanos, y Cleómbroto murió. Aunque los espartanos resistieron el tiempo suficiente para rescatar el cuerpo del rey, su línea fue pronto rota por la fuerza del asalto tebano. Los aliados peloponesios del ala izquierda, al ver que los espartanos huían, también rompieron y huyeron, y todo el ejército se retiró en desorden. Murieron mil peloponesos, mientras que los beocios solo perdieron 300 hombres. Y lo que es más importante, ya que constituía una proporción significativa de toda las tropas espartanas, murieron 400 de los 700 espartiatas presentes, una pérdida que suponía una grave amenaza para la futura capacidad bélica de Esparta. Cuando, tras la batalla, los espartanos preguntaron si ellos y los peloponesios podían recoger los muertos, Epaminondas sospechó que los espartanos intentarían ocultar la magnitud de sus pérdidas. Por lo tanto, permitió que los peloponesios retiraran primero a sus muertos, para que los que quedaran se vieran como espartiatas, y así enfatizar la magnitud de la victoria tebana.
La victoria en Leuctra sacudió los cimientos de la hegemonía espartana de Grecia hasta la médula. Dado que el número de espartiatas siempre fue relativamente pequeño, Esparta había dependido de sus aliados para poder contar con ejércitos importantes. Sin embargo, con la derrota en Leuctra, los aliados del Peloponeso se mostraron menos dispuestos a plegarse a las exigencias espartanas. Además, con la pérdida de hombres en Leuctra y otras batallas, los espartanos no estaban en una posición fuerte para reafirmar su dominio sobre sus antiguos aliados.

### Hegemonía tebana
Inmediatamente después de Leuctra, los tebanos pensaron en seguir su victoria vengándose de Esparta; también invitaron a Atenas a unirse a ellos para hacerlo. Sin embargo, sus aliados tesalios bajo el mando de Jasón de Feras les disuadieron de destrozar lo que quedaba del ejército espartano. En su lugar, Epaminondas se ocupó de consolidar la confederación beocia, obligando a la polis de Orcómeno, hasta entonces alineada con los espartanos, a unirse a la liga.
Al año siguiente, los tebanos invadieron el Peloponeso, con el objetivo de acabar definitivamente con el poder espartano. No se sabe con exactitud cuándo empezaron los tebanos a pensar no solo en acabar con la hegemonía espartana, sino en sustituirla por su propia hegemonía, pero está claro que finalmente ese fue su objetivo. Hans Beck afirma que, a diferencia de Esparta en la Liga del Peloponeso y de Atenas en la Liga de Delos, Tebas no hizo ningún esfuerzo ni por crear un imperio ni por aglutinar a sus aliados en ningún tipo de organización permanente y estable. De hecho, después de Leuctra, Tebas dedicó su atención a los esfuerzos diplomáticos en Grecia Central en lugar de a los planes de dominación en el extranjero. A finales del 370 a. C., la red de alianzas de Tebas en la Grecia central la hacía segura en la zona -como no lo había sido antes de Leuctra- y ofrecía un margen para una mayor expansión de la influencia tebana.

#### Primera invasión del Peloponeso (370a.C.)
Cuando, inmediatamente después de Leuctra, los tebanos enviaron un heraldo a Atenas con noticias de su victoria, el mensajero fue recibido con un silencio sepulcral. Los atenienses decidieron entonces aprovechar el malestar espartano y celebraron una conferencia en Atenas, en la que todas las ciudades (excepto Elis) ratificaron los términos de paz propuestos anteriormente en el 371 a. C.; y esta vez, el tratado hizo explícitamente independientes a las ciudades del Peloponeso, antes bajo dominio espartano. Aprovechando esta circunstancia, los mantineos decidieron unificar sus asentamientos en una sola ciudad, y fortificarla; una decisión que enfureció enormemente a Agesilao. Además, Tegea, apoyada por Mantinea, instigó la formación de una alianza Arcadia. Esto llevó a los espartanos a declarar la guerra a Mantinea, tras lo cual la mayoría de las ciudades de Arcadia se agruparon para oponerse a los espartanos (formando así la confederación que los espartanos intentaban evitar), y solicitaron la ayuda de los tebanos. La fuerza tebana llegó a finales del 370 a. C., y estaba dirigida por Epaminondas y Pelópidas, ambos en ese momento boeotarcas. Mientras se adentraban en Arcadia, a los tebanos se les unieron contingentes armados de muchos de los antiguos aliados de Esparta, aumentando sus fuerzas hasta unos 50-70. 000 hombres. En Arcadia, Epaminondas animó a los arcadios a formar su propuesta de liga, y a construir la nueva ciudad de Megalópolis (como centro de poder opuesto a Esparta).

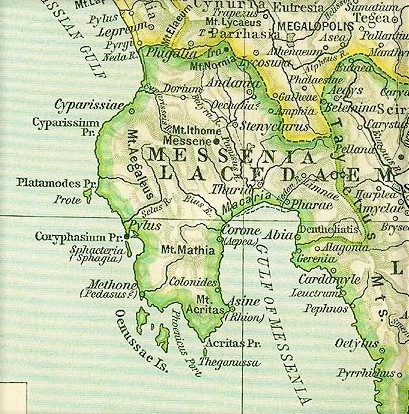
Mesenia en la época clásica.

Epaminondas, apoyado por Pelópidas y los arcadios, convenció entonces a los demás boeotarcas para que invadieran la propia Laconia. Avanzando hacia el sur, cruzaron el río Eurotas, la frontera de Esparta, que ningún ejército hostil había traspasado en el pasado. Los espartanos, poco dispuestos a enfrentarse al enorme ejército en batalla, se limitaron a defender su ciudad, que los tebanos no intentaron capturar. Los tebanos y sus aliados arrasaron Laconia, hasta el puerto de Gitión, liberando a algunos de los periecos lacedemonios de su lealtad a Esparta.  Epaminondas regresó brevemente a Arcadia, antes de marchar de nuevo al sur, esta vez a Mesenia, una región que los espartanos habían conquistado unos 200 años antes. Epaminondas liberó a los ilotas de Mesenia y reconstruyó la antigua ciudad de Mesene en el monte Itome, con fortificaciones que se encontraban entre las más fuertes de Grecia. A continuación, hizo un llamamiento a los exiliados mesenios de toda Grecia para que regresaran y reconstruyeran su patria.  La pérdida de Mesenia fue especialmente perjudicial para los espartanos, ya que el territorio comprendía un tercio del territorio de Esparta y contenía la mitad de su población de ilotas. El trabajo de los estos permitió a los espartanos convertirse en un ejército «a tiempo completo».
La campaña de Epaminondas de 370/369 a. C. ha sido descrita como un ejemplo de «la gran estrategia de aproximación indirecta», cuyo objetivo era cortar «las raíces económicas de su supremacía militar [de Esparta]». En apenas unos meses, Epaminondas había creado dos nuevos estados enemigos que se oponían a Esparta, había sacudido los cimientos de la economía de Esparta y prácticamente había devastado el prestigio de esta. Una vez logrado esto, condujo a su ejército victorioso de vuelta a casa.

#### Juicio
Para lograr todo lo que deseaba en el Peloponeso, Epaminondas había convencido a sus compañeros boeotarcas para que permanecieran en el campo de batalla durante varios meses después de que hubiera expirado su mandato. Por ello, a su regreso a casa, Epaminondas no fue recibido con una bienvenida de héroe, sino con un juicio organizado por sus enemigos políticos. Según Cornelio Nepote, en su defensa Epaminondas se limitó a pedir que, en caso de ser ejecutado, la inscripción relativa al veredicto dijera que «Epaminondas fue castigado por los tebanos con la muerte, porque les obligó a derrotar a los lacedemonios en Leuctra, a los que, antes de ser general, ninguno de los beocios se atrevía a mirar cara a cara en el campo de batalla, y porque no solo, mediante una batalla, rescató a Tebas de la destrucción, sino que también aseguró la libertad para toda Grecia, y llevó el poder de ambos pueblos a tal condición, que los tebanos atacaron Esparta, y los lacedemonios se contentaron con salvar sus vidas. Tampoco dejó de proseguir la guerra, hasta que, después de resolver lo de Mesenia, encerró a Esparta con un estrecho asedio». El jurado rompió a reír, se retiraron los cargos y Epaminondas fue reelegido como beotarca para el año siguiente.

#### Segunda invasión del Peloponeso (369a.C.)
En el 369 a. C., los argivos, los eleos y los arcadios, deseosos de continuar su guerra contra Esparta, llamaron a los tebanos en su apoyo. Epaminondas, en la cima de su prestigio, volvió a comandar una fuerza de invasión aliada. Al llegar al istmo de Corinto, los tebanos lo encontraron fuertemente custodiado por espartanos y atenienses (junto con los corintios, megarenses y pelenios). Epaminondas decidió atacar el punto más débil, custodiado por los lacedemonios; en un ataque al amanecer se abrió paso a través de la posición espartana, y se unió a sus aliados peloponesios. Los tebanos obtuvieron así una fácil victoria y cruzaron el Istmo. Diodoro Sículo subraya que se trata de «una hazaña que no tiene nada que envidiar a las anteriores».
Sin embargo, el resto de la expedición consiguió poco: Sición y Pelene se aliaron con Tebas, y el campo de Trecén y Epidauro fue asolado, pero las ciudades no pudieron ser tomadas. Tras un frustrado ataque a Corinto y la llegada de un grupo de Mercenarios ibéricos enviado por Dionisio I de Siracusa para ayudar a Esparta, los tebanos decidieron volver a casa.

#### Tesalia (368a.C.)
Cuando Epaminondas regresó a Tebas, siguió siendo perseguido por sus enemigos políticos, que lo persiguieron por segunda vez. De hecho, lograron excluirlo del cargo de beotarca para el año 368 a. C. Esta fue la única vez, desde la batalla de Leuctra hasta su muerte, que no ocupó el cargo de beotarca. En el 368 a. C., el ejército tebano marchó a Tesalia para rescatar a Pelópidas e Ismenias, que habían sido encarcelados por Alejandro de Feras mientras servían como embajadores. La fuerza tebana no solo no logró vencer a Alejandro y sus aliados, sino que se vio en serias dificultades cuando intentó retirarse; Epaminondas, en calidad de soldado raso, logró sacarla. A principios de 367 a. C., Epaminondas dirigió una segunda expedición tebana para liberar a Pelópidas e Ismenias. Finalmente, superó a los tesalios y consiguió la liberación de los dos embajadores tebanos sin que se produjera un combate.

#### Tercera invasión del Peloponeso (367a.C.)
En la primavera del 367 a. C., Epaminondas volvió a invadir el Peloponeso. Esta vez, un ejército argivo capturó parte del istmo a petición de Epaminondas, lo que permitió al ejército tebano entrar en el Peloponeso sin obstáculos. En esta ocasión, Epaminondas marchó a Acaya, buscando asegurar su lealtad a Tebas.  Ningún ejército se atrevió a desafiarle en el campo de batalla, por lo que las oligarquías aqueas aceptaron la petición de aliarse a Tebas. La aceptación por parte de Epaminondas de las oligarquías aqueas suscitó las protestas tanto de los arcadios como de sus rivales políticos, por lo que su acuerdo se revirtió en breve: se establecieron democracias y los oligarcas fueron exiliados. Estos gobiernos democráticos duraron poco, ya que los aristócratas proespartanos de todas las ciudades se unieron y atacaron cada una de ellas, restableciendo las oligarquías. Según G.L. Cawkwell, «la secuela quizás demostró el buen sentido de Epaminondas. Cuando estos exiliados recuperaron las ciudades, ya “no tomaron un camino intermedio”». A la vista del trato que recibieron de Tebas, abandonaron su postura antes neutral, y a partir de entonces «lucharon celosamente en apoyo de los lacedemonios».

#### Intento de mediación aqueménida (368-366a.C.)

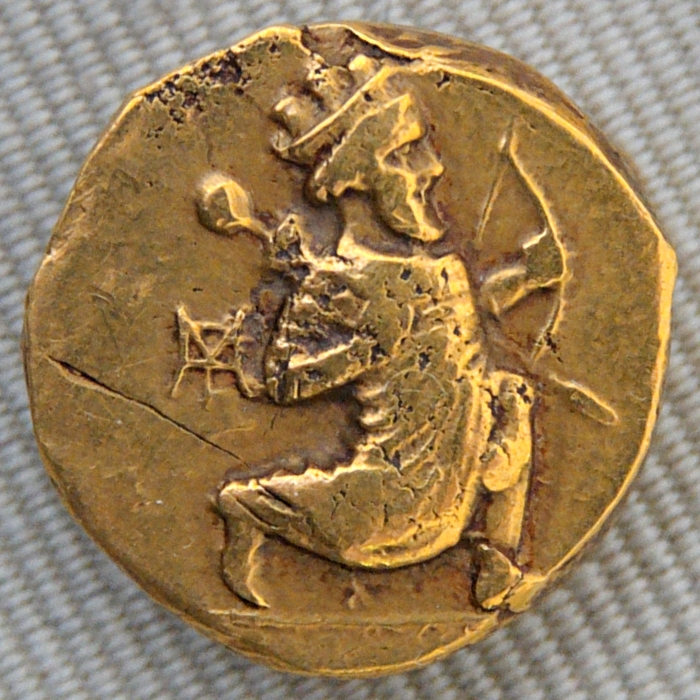
El enviado aqueménida Filisco de Abidos proporcionó importantes fondos aqueménidas a Esparta y Atenas. Dárico de Artajerjes II.

En 367/365 a. C. se intentó hacer una paz común, con el rey aqueménida Artajerjes II como árbitro y garante, a través del enviado Filisco de Abidos. Este fue un segundo intento de utilizar el poder del rey aqueménida para influir en una nueva Paz del Rey como en la guerra del Peloponeso. Tebas organizó una conferencia para que se aceptaran los términos de la paz, pero su iniciativa diplomática fracasó: las negociaciones no pudieron resolver la hostilidad entre Tebas y otros estados que resentían su influencia (como el líder arcadio Licomedes, que desafiaba el derecho de los tebanos a celebrar el congreso en Tebas); la paz nunca fue aceptada del todo, y pronto se reanudaron los combates. La negociación fracasó cuando Tebas se negó a devolver Mesenia a los espartanos.
Tras el fracaso de las negociaciones, Filisco utilizó fondos aqueménidas para financiar un ejército para los espartanos, lo que sugiere que actuó en apoyo de los espartanos desde el principio. Con la financiación aqueménida de un nuevo ejército, Esparta pudo continuar la guerra. Entre los mercenarios que había reclutado, Filisco entregó 2000 a los espartanos. Probablemente también proporcionó fondos a los atenienses y les prometió, en nombre del rey, ayudarles a recuperar militarmente el Quersoneso tracio. Tanto Filisco como Ariobarzanes fueron nombrados ciudadanos de Atenas, un notable honor que sugiere importantes servicios prestados a la polis (ciudad).
Durante el otoño del 367 a. C., los espartanos enviaron enviados a la capital aqueménida de Susa (en las personas de Antálcidas y probablemente Euticles), pronto fueron seguidos por enviados de los atenienses, los arcadios, los argivos, los eleos, los tebanos y otras ciudades-estado griegas, en un intento de obtener el apoyo del rey aqueménida Artajerjes II en el conflicto griego. El rey aqueménida propuso un nuevo tratado de paz, esta vez muy inclinado a favor de Tebas, que exigía que Mesenia permaneciera independiente y que la flota ateniense fuera desmantelada. Esta propuesta de paz fue rechazada por la mayoría de las partes griegas, excepto Tebas. Esparta y Atenas, descontentas con el apoyo del rey persa a Tebas, decidieron prestar un cuidadoso apoyo militar a los opositores del rey aqueménida. Atenas y Esparta prestaron apoyo militar a los sátrapas sublevados, en particular a Ariobarzanes: Esparta envió una fuerza a Ariobarzanes al mando de un envejecido Agesilao II, mientras que Atenas envió una fuerza al mando de Timoteo, que sin embargo fue desviada cuando se hizo evidente que Ariobarzanes había entrado en conflicto frontal con el rey aqueménida. También se envió una fuerza mercenaria ateniense al mando de Cabrias al faraón egipcio Teos, que también luchaba contra el rey aqueménida.

#### Resistencia a Tebas

La hegemonía tebana; bloques de poder en Grecia en la década hasta el 362 a. C.

A lo largo de la década posterior a la batalla de Leuctra, numerosos antiguos aliados de Tebas desertaron a la alianza espartana o incluso a alianzas con otros estados hostiles. A mediados de la década siguiente, incluso algunos arcadios (cuya liga había ayudado a establecer Epaminondas en el 369 a. C.) se habían vuelto contra ellos. Al mismo tiempo, sin embargo, Epaminondas consiguió, mediante una serie de esfuerzos diplomáticos, desmantelar la Liga del Peloponeso: los miembros restantes de la liga abandonaron finalmente a Esparta (en el 365 a. C. Corinto, Epidauro y Fliunte hicieron la paz con Tebas y Argos), y Mesenia permaneció independiente y firmemente leal a Tebas.
Los ejércitos beocios hicieron campaña por toda Grecia mientras los oponentes se alzaban por todos lados; Epaminondas incluso lideró su polis en un desafío a Atenas en el mar. El demos tebano le votó una flota de cien trirremes para conquistar Rodas, Quíos y Bizancio. La flota zarpó finalmente en el año 364 a. C., pero los estudiosos modernos creen que Epaminondas no consiguió ningún beneficio duradero para Tebas en esta expedición. Ese mismo año, Pelópidas fue asesinado mientras hacía campaña contra Alejandro de Feras en Tesalia. Su pérdida privó a Epaminondas de su mayor aliado político tebano.

#### Cuarta invasión del Peloponeso (362a.C.)
Ante esta creciente oposición al dominio tebano, Epaminondas lanzó su última expedición al Peloponeso en el 362 a. C. El objetivo inmediato de la expedición era someter a Mantinea, que se había opuesto a la influencia tebana en la región. Epaminondas llevó un ejército procedente de Beocia, Tesalia y Eubea. Se le unió Tegea, que era el centro de la oposición local a Mantinea, Argos, Mesenia y algunas ciudades arcadias. Mantinea, por su parte, había solicitado la ayuda de Esparta, Atenas, Acaya y el resto de Arcadia, por lo que casi toda Grecia estaba representada en uno u otro bando.
Esta vez la mera presencia del ejército tebano no fue suficiente para acobardar a la oposición. Como el tiempo pasaba y la alianza mantinea no mostraba signos de zozobrar, Epaminondas decidió que tendría que romper el estancamiento. Al enterarse de que una gran fuerza lacedemonia marchaba hacia Mantinea y que Esparta estaba prácticamente indefensa, planeó una audaz marcha nocturna sobre la propia Esparta. Sin embargo, el rey espartano Arquidamo fue alertado de este movimiento por un informante, probablemente un corredor cretense, y Epaminondas llegó para encontrar la ciudad bien defendida. Aunque atacó la ciudad, parece que se retiró con relativa rapidez al descubrir que, después de todo, no había sorprendido a los espartanos. Además, las tropas lacedemonias y mantineas que se habían apostado en Mantinea habían marchado hacia Esparta en el transcurso del día, y disuadieron a Epaminondas de volver a atacar. Con la esperanza de que sus adversarios hubieran dejado Mantinea indefensa en su prisa por proteger Esparta, Epaminondas hizo retroceder a sus tropas hasta su base en Tegea, y luego envió su caballería a Mantinea. Sin embargo, un enfrentamiento fuera de las murallas de Mantinea con la caballería ateniense frustró también esta estrategia. Al darse cuenta de que el tiempo asignado para la campaña se acercaba a su fin, y razonando que si partía sin derrotar a los enemigos de Tegea, la influencia tebana en el Peloponeso quedaría destruida, decidió apostarlo todo a una batalla campal.

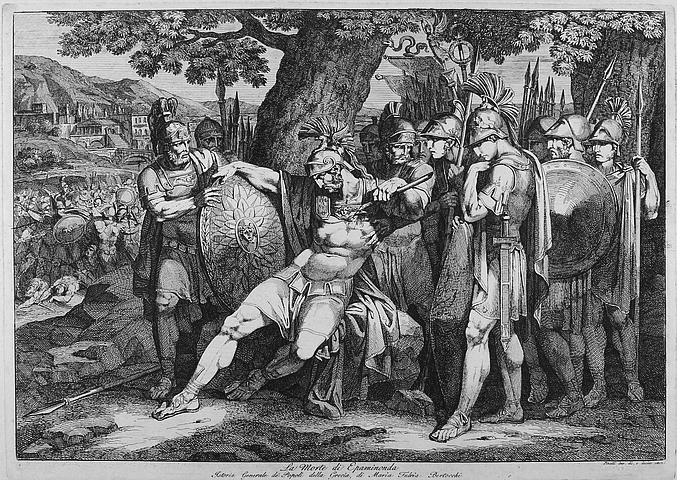
La muerte de Epaminondas en la Batalla de Mantinea.

Lo que siguió en la llanura frente a Mantinea fue la mayor batalla de hoplitas de la historia de Grecia. Epaminondas tenía el ejército más numeroso, con 30 000 soldados de infantería y 3000 de caballería, mientras que sus oponentes contaban con 20 000 soldados de infantería y 2000 de caballería. Jenofonte dice que, habiendo decidido luchar, Epaminondas dispuso el ejército en orden de batalla, y luego lo hizo marchar en una columna paralela a las líneas de Mantinea, de modo que pareciera que el ejército estaba marchando a otra parte, y que no lucharía ese día. Alcanzado cierto punto de la marcha, hizo que el ejército bajara las armas, para que pareciera que se preparaba para acampar. Jenofonte sugiere que «al hacer esto, provocó en la mayoría de los enemigos una relajación de su disposición mental para la lucha, y también una relajación de su disposición en lo que respecta a su formación para la batalla».  Toda la columna, que había estado marchando de derecha a izquierda pasando por delante del ejército mantineo, se puso entonces «de cara a la derecha», de modo que ahora estaban en línea de batalla, frente a los mantineos. Epaminondas, que había estado a la cabeza de la columna (ahora el ala izquierda), trajo algunas compañías de infantería del extremo del ala derecha, detrás de la línea de batalla, para reforzar el ala izquierda. De este modo, recreó el ala izquierda reforzada que los tebanos habían desplegado en Leuctra (esta vez probablemente formada por todos los beocios, y no solo por los tebanos como en Leuctra). En las alas colocó fuertes fuerzas de caballería reforzadas por la infantería ligera.
Epaminondas dio entonces la orden de avanzar, cogiendo al enemigo desprevenido, y provocando una furiosa lucha en el campamento mantineo para prepararse para la batalla. La batalla se desarrolló como Epaminondas había planeado. Las fuerzas de caballería de las alas hicieron retroceder a la caballería ateniense y mantinea que tenían enfrente. Diodoro dice que la caballería ateniense del ala derecha mantinea, aunque no era inferior en calidad, no pudo resistir los proyectiles de las tropas ligeras que Epaminondas había colocado entre la caballería tebana. Mientras tanto, la infantería tebana avanzaba. Jenofonte describe de forma evocadora el pensamiento de Epaminondas: «[él] llevó adelante su ejército de proa, como una trirreme, creyendo que si podía golpear y cortar por cualquier lado, destruiría a todo el ejército de sus adversarios». Como en Leuctra, la debilitada ala derecha recibió la orden de contenerse y evitar la lucha. En el choque de la infantería, la cuestión quedó brevemente en suspenso, pero entonces el ala izquierda tebana rompió la línea espartana y toda la falange enemiga fue puesta en fuga. Sin embargo, en el momento álgido de la batalla, Epaminondas fue herido de muerte por un espartano y murió poco después. Tras su muerte, los tebanos y los aliados no se esforzaron en perseguir al enemigo que huía; testimonio de la importancia de Epaminondas en el esfuerzo bélico.
Jenofonte, que termina su historia con la batalla de Mantinea, dice de los resultados de la batalla: 

Cuando estas cosas sucedieron, se produjo lo contrario de lo que todos los hombres creían que sucedería. Porque como casi todos los pueblos de Grecia se habían reunido y formado en líneas opuestas, no había nadie que no supusiera que si se libraba una batalla, los que resultaran victoriosos serían los gobernantes y los que fueran derrotados serían sus súbditos; pero la deidad lo ordenó de tal manera que ambas partes levantaron un trofeo como si fueran victoriosos y ninguno trató de impedir a los que los levantaron, que ambos devolvieron a los muertos bajo una tregua como si fueran victoriosos, y ambos recibieron a sus muertos bajo una tregua como si fueran derrotados, y que aunque cada parte afirmó ser victoriosa, ninguno se encontró en mejor situación, ya sea en lo que respecta a territorio adicional, o ciudad, o dominio, que antes de que la batalla tuviera lugar; pero hubo aún más confusión y desorden en Grecia después de la batalla que antes.

## Atenas y las guerras tebanas
La intromisión e invasión de Tebas por parte de Esparta en el año 382 a. C. dio a esta última una muy buena razón para unirse a la liga. Sin embargo, su comportamiento dentro de la liga se hizo difícil y Atenas empezó a darse cuenta de que Tebas no era necesariamente de fiar. Por ejemplo, Tebas destruyó Platea en el 372 a. C., que había sido refundada recientemente. Atenas empezó a pensar en negociar la paz con Esparta; fue mientras Atenas discutía con Esparta cuando Tebas derrotó al ejército espartano de forma concluyente en la batalla de Leuctra (371 a. C.).
En el 378 a. C., un intento espartano de apoderarse del Pireo acercó Atenas a Tebas. El comandante mercenario ateniense Cabrias se enfrentó con éxito al numeroso ejército de Agesilao II cerca de Tebas. Ante el avance de las fuerzas de Agesilao, en lugar de dar la orden de cargar, Cabrias dio la famosa orden de que sus hombres estuvieran tranquilos, con la lanza apuntando hacia arriba en lugar de hacia el enemigo, y el escudo apoyado en la rodilla izquierda en lugar de enarbolado contra el hombro. La orden fue seguida de inmediato y sin rechistar por los mercenarios bajo su mando, para ser copiada por sus homólogos al lado, el Batallón Sagrado de Tebas de élite bajo el mando de Górgidas. Esta «muestra de desprecio» detuvo el avance de las fuerzas espartanas, y poco después Agesilao se retiró.
Atenas se alió con Tebas y formó la Segunda Liga ateniense. La liga incluía la mayoría de las ciudades beocias y algunas de las islas jónicas. En el 377 a. C., Atenas, preparándose para participar en la lucha espartano-tebana, reorganizó sus finanzas y su fiscalidad, inaugurando un sistema por el que los ciudadanos más ricos eran responsables de la recaudación de los impuestos de los menos ricos. En el 376 a. C., Cabrias obtuvo una victoria naval para Atenas sobre la flota espartana frente a la isla de Naxos.
En el 374 a. C., Atenas intentó retirarse de la guerra tebano-espartana e hizo la paz con Esparta. Sin embargo, la paz se rompió rápidamente cuando Esparta atacó Córcira, con la ayuda de Siracusa, obligando a Atenas a acudir en ayuda de la isla. El general ateniense Timoteo capturó Córcira y derrotó a los espartanos en el mar frente a Alicia (Acarnania).
En la conferencia de paz del 371 a. C., Atenas apoyó la negativa de los espartanos a permitir que los tebanos firmaran el tratado en nombre de toda Beocia. En consecuencia, Atenas no acogió con satisfacción la victoria tebana en Leuctra, temiendo la creciente agresividad de Tebas. Tras la victoria tebana, se restableció la antigua alianza entre persas y tebanos. En el 370 a. C., cuando Agesilao II invadió Arcadia, los arcadios se dirigieron primero a Atenas en busca de ayuda, pero al hacer oídos sordos, Arcadia se dirigió a los tebanos, provocando la primera invasión tebana del Peloponeso.